# Mesogástrio
Mesogástrio ou região umbilical é uma das nove divisões da anatomia de superfície da parede  abdominal. Localiza-se na região central do  abdome, onde está o umbigo e ao redor dele. O principal órgão que se encontra sob esta região é o intestino delgado.

## Outras regiões da parede do abdômen

Linhas superficiais da frente do tórax e abdômen.

- Hipocôndrio direito
- Hipocôndrio esquerdo
- Epigástrio
- Flanco direito
- Flanco esquerdo
- Fossa ilíaca direita
- Fossa ilíaca esquerda
- Hipogástrio